# 岐阜歯科学会
岐阜歯科学会（ぎふしかがっかい、THE GIFU DENTAL SOCIETY）は、朝日大学歯学部の学術外郭団体。

## 概要
1973年に岐阜歯科大学（現 朝日大学）の学術外郭団体として設立される。会員数1,170名。

## 本部事務局
- 〒501-0296 岐阜県瑞穂市穂積1851 朝日大学内

## 学会誌
- 『岐阜歯科学会雑誌』年3回発刊 ISSN 0385-0072

## 加盟団体
- 日本歯学系学会協議会